# Micropterix cypriensis
Micropterix cypriensis là một loài bướm đêm thuộc họ Micropterigidae. Nó được Heath mô tả năm 1985. Loài này có ở Cộng hòa Síp.